# Leven van Sint-Amandus

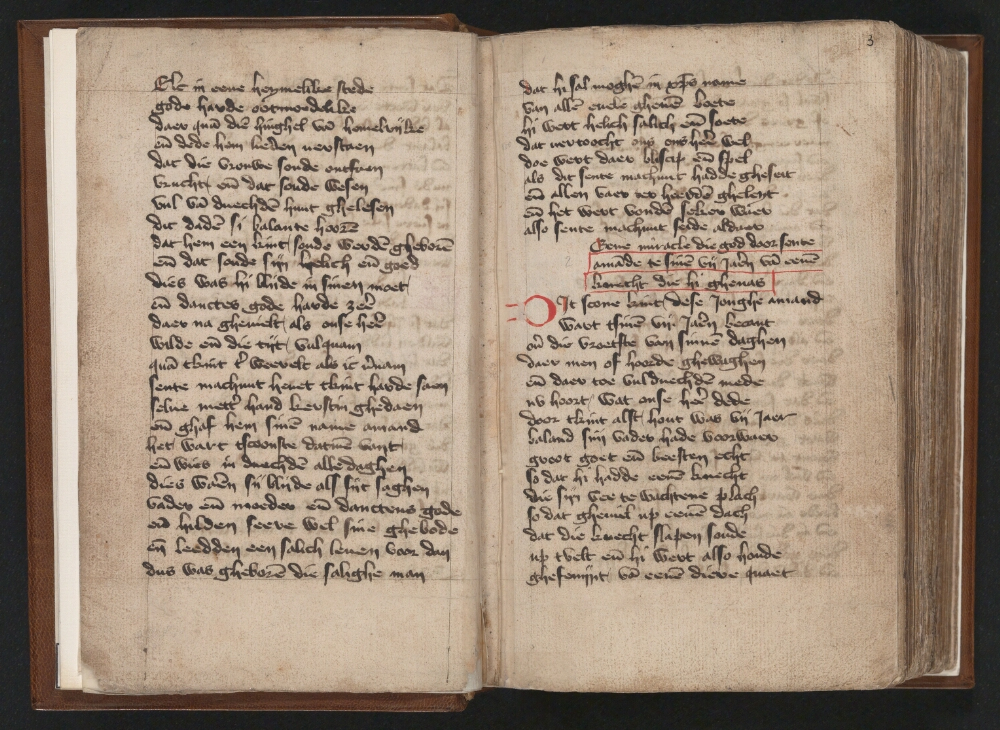
Fragment uit Hs. 542 uit het deel van het Leven van Sint-Amandus. Vervaardigd in het midden van de vijftiende eeuw in Vlaanderen.

Het Leven van Sint-Amandus is deel van de titel van handschrift 542 dat bewaard ligt in de Universiteitsbibliotheek Gent. De volledige titel is Leven van St.-Amandus. Tondalus' visioen. Glossenlied op het Ave Maria, maar door de paginaverdeling is het duidelijk dat de nadruk in dit handschrift te liggen komt op de Middelnederlandse vertaling van de Vita Sancti Amandi, een vroeg 8e-eeuwse levensbeschrijving van de heilige Amandus

## Het handschrift
Handschrift 542 werd vervaardigd in het midden van de vijftiende eeuw in Vlaanderen. Het manuscript bestaat uit drie delen. Het eerste deel is het Leven van Sint-Amandus (1r. t.e.m. 236v.), het tweede deel is Tondalus' visioen (237r. t.e.m. 279r.) en als laatste is er nog een Glossenlied op het Ave Maria (279r. t.e.m. 281v.). De kopiisten bleven uiteraard anoniem, maar van de eerste tekst weten we dat die vertaald geweest moet zijn uit het Latijn naar het Middelnederlands door Gillis de Wevel. De vertaler van Tondalus' visioen is onbekend, maar het origineel werd neergeschreven door een Ierse monnik, broeder Marcus.

## Inhoud

#### Leven van Sint-Amandus
Het deel van het Leven van Sinte Amandus, komt neer op een 12 467 verzen tellend strofisch gedicht uit de 15de eeuw. Het hele leven van de heilige Amand, zijn reizen en alle mirakels worden er nauwkeurig in beschreven, en het gedicht getuigt door zijn enorme omvang al van een grote belangstelling voor deze heilige. De belangstelling is vooral geconcentreerd in en rond Gent, waar zich niet minder dan twee abdijen bevinden, waarvan gezegd wordt dat ze door Amandus zouden zijn gesticht. De legende kreeg daar dus een enorme aandacht. 
Het Leven van Sint-Amandus is een Middelnederlandse vertaling van de Latijnse Vita Sancti Amandi. Dit is een tekst uit het begin van de 8e eeuw, die wordt toegeschreven aan de monnik Baudemundus (of Baudemond), leerling van Amandus en opvolger van Florbertus als abt van de Sint-Pietersabdij. De tekst werd uitgebreid door Philippe, de abt van Aumône (in het departement Loir-et-Cher). De universiteitsbibliotheek van Gent bewaart het afschrift uit de 15e eeuw over het leven en de reizen van Amandus (Hs. 542). Het is geschreven door Gillis De Wevel, die het strofisch gedicht van 12467 verzen afwerkte. In 1842 werd het in druk uitgegeven door Ph. Blommaert.
Handschrift 542 behandelt dus naast het leven, ook de avonturen van Sint-Amandus. Deze was trouwens een 7e-eeuwse missiebisschop en stichter van kloosters en kerken in Vlaanderen, Noord-Frankrijk en Baskenland. Hij was enkele jaren bisschop van Maastricht en wordt vereerd als katholiek heilige

#### Tondalius' Visioenen
Tondalus' visioen is een 12e-eeuwse religieuze tekst die de buitenwereldse visie van de ridder Tondalus uitdraagt. Het was de populairste en meest uitgewerkte tekst in het genre van de middeleeuwse apocalyptische literatuur, en werd tussen de 12e en de 15e eeuw 43 keer uit het Latijn vertaald in 15 verschillende talen.

#### Glossenlied op het Ave Maria
Hierover is weinig bekend. In het manuscript zijn vele pagina's uit deze sectie uitgescheurd en verwijderd.